# Linea Nambu
La Linea Nambu (南武線?, Nambu-sen) è una linea ferroviaria giapponese a scartamento ridotto, a carattere regionale e metropolitano, gestita dalla JR East; collega le stazioni di Tachikawa, nella città di Tachikawa (area metropolitana di Tokyo) e di Kawasaki. Per quasi tutta la sua lunghezza passa lungo il fiume Tama, il confine naturale fra Tokyo e la prefettura di Kanagawa. Il nome deriva da (南 nan, sud) e Musashi (武蔵), l'antico nome della provincia che includeva Tokyo e il nord di Kanagawa.

## Caratteristiche
- Operatori e lunghezza:
  - Totale: 45,0 km

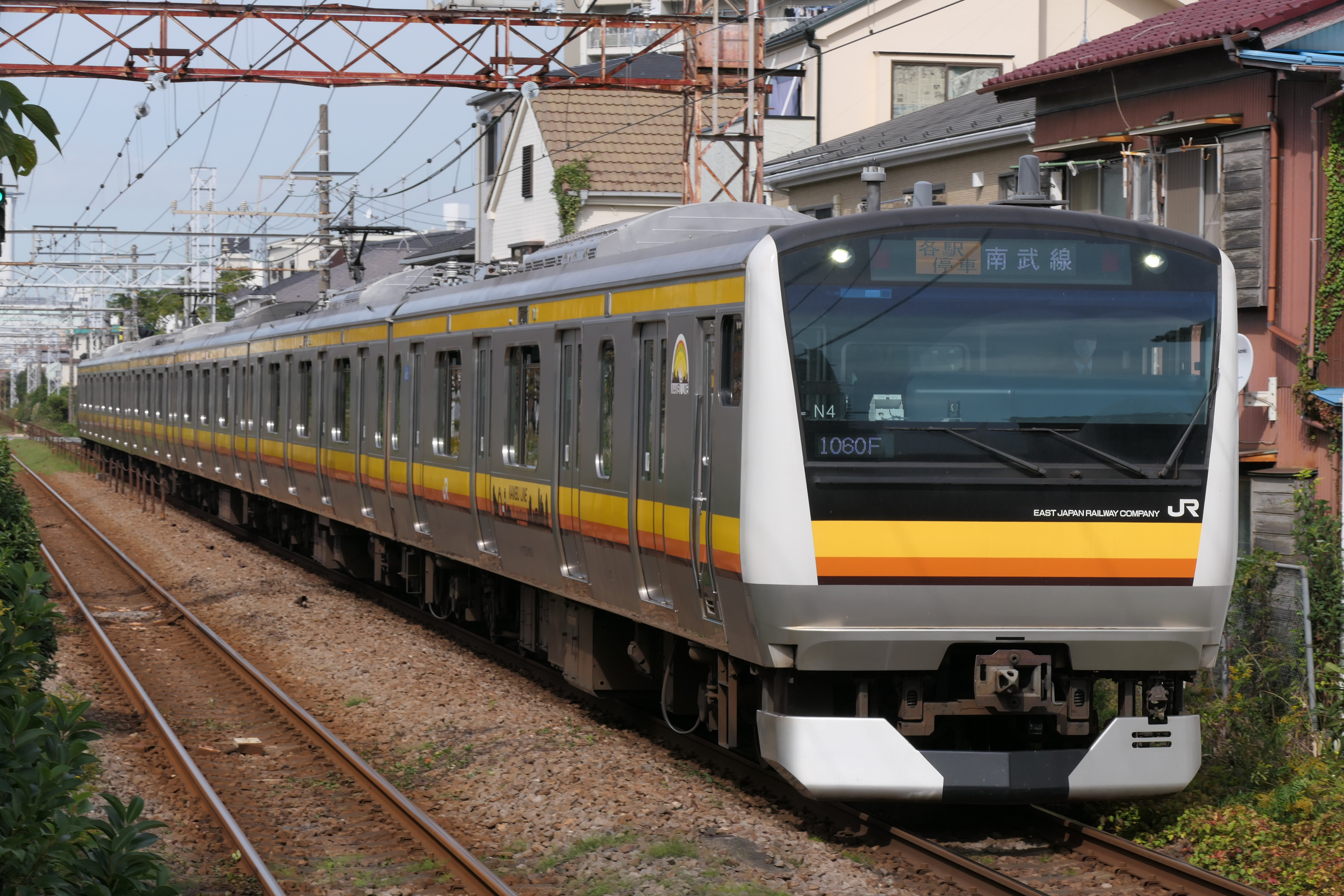
Un treno della serie E233

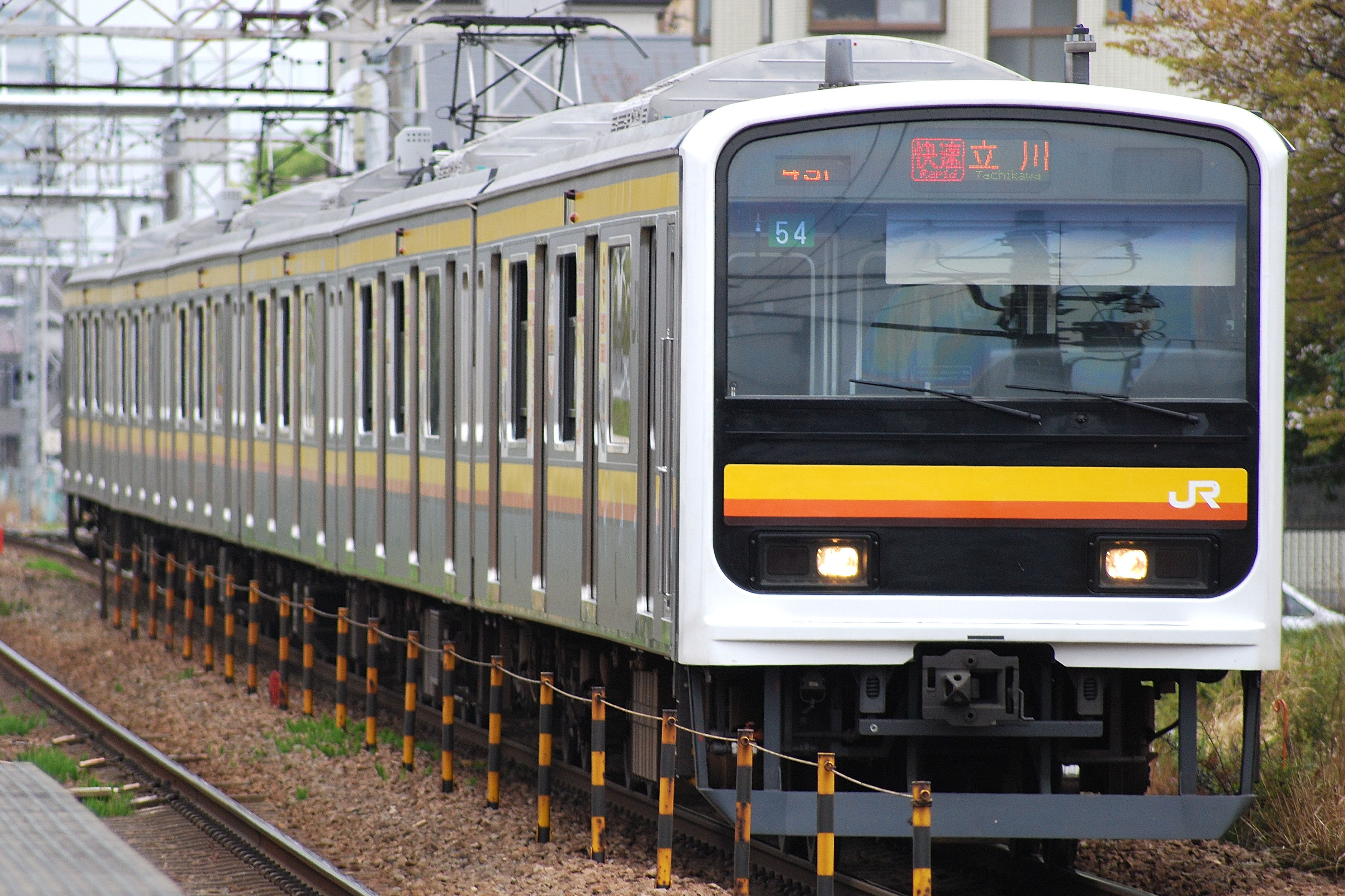
Un rapido della serie 209

    - Servizio passeggeri: 39,6 km
    - Servizio merci: 39,4 km

  - East Japan Railway Company (JR East) (servizi e infrastruttura)
    - Kawasaki – Tachikawa: 35,5 km
    - Shitte – Hama-Kawasaki: 4,1 km
    - Shitte – semaforo di Shin-Tsurumi – Tsurumi: 5,4 (nessun servizio regolare)

  - Japan Freight Railway Company (JR Freight) (solo servizi merci)
    - Shitte – Tachikawa: 33,8 km
    - Shitte – Hama-Kawasaki: 4,1 km
    - Shitte – semaforo di Shin-Tsurumi: 1,5 km
- Stazioni: 29
  - Linea principale: 26
  - Diramazione: 3
- Doppio binario: Kawasaki – Tachikawa
- Segnalamento ferroviario: ABS

## Storia
La società privata "Ferrovie Nambu" aprì la linea in cinque fasi, fra il 1927 e il 1930:
- 27 marzo 1927: Kawasaki – Noborito
- 1º novembre 1927: Noborito – Ōmaru (vicino a Minami-Tama)
- 11 dicembre 1928: Ōmaru – Bubaigawara (allora chiamata Yashikibun)
- 11 dicembre 1929: Bubaigawara – Tachikawa
- 25 marzo 1930: Shitte – Hama-Kawasaki

I servizi passeggeri utilizzavano sin dall'inizio elettrotreni, e i treni merci venivano principalmente impiegati per il trasporto di ghiaia dal fiume Tama. Quando la linea raggiunse Tachikawa e fu connessa alla ferrovia elettrica Ōme, iniziò anche il trasporto del calcare.
La ferrovia era controllata dalla Asano, che sfruttava la ferrovia privata per trasportare il materiale dalla zona occidentale di Tokyo agli stabilimenti di Kawasaki.
Il 1º aprile 1944 la ferrovia fu acquistata dal governo e divenne la linea Nambu delle Ferrovie Nazionali Giapponesi. Dopo la fine della seconda guerra mondiale vi furono diversi tentativi di riprivatizzare la linea, ma questo non avvenne fino allo scioglimento delle Ferrovie Nazionali, avvenuto nel 1987, anno dal quale la linea è posseduta e gestita dalla JR East.
Lo sviluppo del dopoguerra di Tokyo trasformò quasi tutte le aree rurali attorno alla linea Nambu in zone residenziali, e moltiplicò il numero di passeggeri trasportati. Allo stesso tempo, l'apertura della linea Musashino (nel 1976) e la chiusura delle cave calcaree (nel 1988) hanno causato un forte decremento del traffico merci, fatta eccezione per la diramazione merci, tuttora caratterizzata da un traffico merci sostenuto.
Il 15 dicembre 1969 furono inaugurati dei servizi rapidi fra Kawasaki e Noborito, con fermate a Musashi-Kosugi e Musashi-Mizonokuchi, ma vennero terminati col cambio di orario del 2 ottobre 1978. Dopo 33 anni, il servizio rapido, con più fermate, ha ripreso il 9 aprile 2011, posposto rispetto alla data originaria prevista, il 12 marzo, a causa del terremoto del Tōhoku del 2011.

## Servizi
Oltre ai treni locali, che fermano a tutte le stazioni, fra le ore 10 e le 16 circolano sulla linea anche treni rapidi (nella tabella sottostante indicati come R) che saltano le stazioni di Shitte, Yakō, Hirama, Mukaigawara, Tsudayama, Kuji e Shukugawara.

## Percorso

### Linea principale
| Stazione            | Giapponese | Distanza   | Distanza | R | Collegamenti | Posizione            | Posizione |
| Stazione            | Giapponese | Interstaz. | Totale   | R | Collegamenti | Posizione            | Posizione |
| ------------------- | ---------- | ---------- | -------- | - | --- | -------------------- | --------- |
| Kawasaki            | 川崎       | -          | 0.0      | ● | Linea principale Tōkaidō Linea Keihin-Tōhoku Linea Keikyū Linea Keikyū Daishi (Keikyū Kawasaki)                         | Kawasaki-ku Kawasaki | Kanagawa  |
| Shitte              | 尻手       | 1.7        | 1.7      | │ | Diramazione Nambu (per Hama-Kawasaki)                                                                                   | Saiwai-ku Kawasaki   | Kanagawa  |
| Yakō                | 矢向       | 0.9        | 2.6      | │ | | Tsurumi-ku Yokohama  | Kanagawa  |
| Kashimada           | 鹿島田     | 1.5        | 4.1      | ● | | Saiwai-ku Kawasaki   | Kanagawa  |
| Hirama              | 平間       | 1.2        | 5.3      | │ | | Nakahara-ku Kawasaki | Kanagawa  |
| Mukaigawara         | 向河原     | 1.3        | 6.6      | │ | | Nakahara-ku Kawasaki | Kanagawa  |
| Musashi-Kosugi      | 武蔵小杉   | 0.9        | 7.5      | ● | Linea Yokosuka Linea Shōnan-Shinjuku Linea Tōkyū Tōyoko Linea Tōkyū Meguro                                              | Nakahara-ku Kawasaki | Kanagawa  |
| Musashi-Nakahara    | 武蔵中原   | 1.7        | 9.2      | ● | | Nakahara-ku Kawasaki | Kanagawa  |
| Musashi-Shinjō      | 武蔵新城   | 1.3        | 10.5     | ● | | Nakahara-ku Kawasaki | Kanagawa  |
| Musashi-Mizonokuchi | 武蔵溝ノ口 | 2.2        | 12.7     | ● | Linea Tōkyū Den-en-toshi (Stazione di Mizonokuchi)                                                                      | Takatsu-ku Kawasaki  | Kanagawa  |
| Tsudayama           | 津田山     | 1.2        | 13.9     | │ | | Takatsu-ku Kawasaki  | Kanagawa  |
| Kuki                | 久地       | 1.0        | 14.9     | │ | | Takatsu-ku Kawasaki  | Kanagawa  |
| Shukugawara         | 宿河原     | 1.3        | 16.2     | │ | | Tama-ku Kawasaki     | Kanagawa  |
| Noborito            | 登戸       | 1.1        | 17.3     | ● | Linea Odakyū Odawara | Tama-ku Kawasaki     | Kanagawa  |
| Nakanoshima         | 中野島     | 2.2        | 19.5     | │ | | Tama-ku Kawasaki     | Kanagawa  |
| Inadazutsumi        | 稲田堤     | 1.3        | 20.8     | ● | Linea Keiō Sagamihara (Stazione di Keiō-Inadazutsumi)                                                                   | Tama-ku Kawasaki     | Kanagawa  |
| Yanokuchi           | 矢野口     | 1.6        | 22.4     | │ | | Inagi                | Tokyo     |
| Inagi-Naganuma      | 稲城長沼   | 1.7        | 24.1     | ● | | Inagi                | Tokyo     |
| Minami-Tama         | 南多摩     | 1.4        | 25.5     | ● | Linea Seibu Tamagawa (Koremasa)                                                                                         | Inagi                | Tokyo     |
| Fuchū-Hommachi      | 府中本町   | 2.4        | 27.9     | ● | Linea Musashino | Fuchū                | Tokyo     |
| Bubaigawara         | 分倍河原   | 0.9        | 28.8     | ● | Linea Keiō | Fuchū                | Tokyo     |
| Nishifu             | 西府       | 1.2        | 30.0     | ● | | Fuchū                | Tokyo     |
| Yaho                | 谷保       | 1.6        | 31.6     | ● | | Kunitachi            | Tokyo     |
| Yagawa              | 矢川       | 1.4        | 33.0     | ● | | Kunitachi            | Tokyo     |
| Nishi-Kunitachi     | 西国立     | 1.3        | 34.3     | ● | | Tachikawa            | Tokyo     |
| Tachikawa           | 立川       | 1.2        | 35.5     | ● | Linea Chūō Linea Chūō Rapida Linea Ōme Monorotaia Tama Toshi (Stazione di Tachikawa-Kita, Stazione di Tachikawa-Minami) | Tachikawa            | Tokyo     |

### Diramazione Nambu
- Tutte le stazioni si trovano nella prefettura di Kanagawa.
- I treni possono incrociarsi alla stazione di Kawasaki-Shinmachi.

| Stazione           | Giapponese | Distanza   | Distanza | Collegamenti                                                                         | Posizione            | Posizione |
| Stazione           | Giapponese | Interstaz. | Totale   | Collegamenti                                                                         | Posizione            | Posizione |
| ------------------ | ---------- | ---------- | -------- | ------------------------------------------------------------------------------------ | -------------------- | --------- |
| Shitte             | 尻手       | -          | 0.0      | Linea Nambu (principale line)                                                        | Saiwai-ku Kawasaki   |           |
| Hatchōnawate       | 八丁畷     | 1.1        | 1.1      | Linea principale Keikyū Linea principale Tōkaidō diramazione merci per (for Tsurumi) | Kawasaki-ku Kawasaki |           |
| Kawasaki-Shinmachi | 川崎新町   | 0.9        | 2.0      |                                                                                      | Kawasaki-ku Kawasaki |           |
| Hama-Kawasaki      | 浜川崎     | 2.1        | 4.1      | Linea Tsurumi Linea perci Tōkaidō (per scalo merci di Kawasaki)                      | Kawasaki-ku Kawasaki |           |